# Herbert Vaughan
Herbert Alfred Henry Vaughan (Gloucester, 15 de abril de 1832 – Londres, 19 de junho de 1903) foi um cardeal inglês da Igreja Católica, foi o fundador da Sociedade Missionária de São José de Mill Hill e arcebispo de Westminster.

## Biografia
De uma família originalmente de Courtfield, Welsh Bicknor, Herefordshire, era o mais velho de treze filhos do coronel John Francis Vaughan, de uma família recusant e sua primeira esposa, Eliza Rolls, convertida ao catolicismo romano. Todas as cinco filhas entraram em conventos e seis dos filhos tornaram-se padres, com dois tornando-se bispos (Roger Bede Vaughan, O.S.B. (1834-1883), arcebispo de Sydney entre 1877 e 1883; e John Stephen Vaughan (1853-1925), bispo auxiliar de Salford entre 1909 e 1925). Seu bisavô, Thomas Weld do Castelo de Lulworth, havia oferecido o Stonyhurst College aos jesuítas quando eles se estabeleceram na Inglaterra em 1794; ali estudou entre 1841 e 1847. Era sobrinho-neto do cardeal Thomas Weld.
Depois, estudou no Colégio Jesuita em Brugelette, Bélgica, de 1847 a 1850, na Abadia Beneditina de Downside, em Stratton-on-the-Fosse, de 1850 a 1851 e no Collegio Romano, de 1851 a 1854. Enquanto estave em Roma, ele costumava servir na missa do cardeal Henry Edward Manning antes de sair para palestras.
Foi ordenado padre em 28 de outubro de 1854, em Lucca, por Dom Giulio Arrigoni, O.F.M. Ref., arcebispo de Lucca. Em 1855, foi nomeado vice-presidente do St. Edmund's College, em Ware. Juntou-se aos Oblatos de Santos Ambrósio e Carlos, realizando viagens missionárias ao Panamá, Colômbia, Estados Unidos, Peru, Chile e Brasil, entre 1861 e 1865. Chamado de volta à Inglaterra, ele fundou a Sociedade Missionária de São José de Mill Hill, em 1866 e se tornou seu superior-geral, desde 1868. Realizou ainda viagens missionárias no sul dos Estados Unidos: Saint Louis, Nova Orleans, Mobile, Savannah, Memphis, Natchez e Charleston, em 1871. Comprou e financiou o jornal The Tablet, uma revista semanal católica ainda existente.

## Episcopado e cardinalato

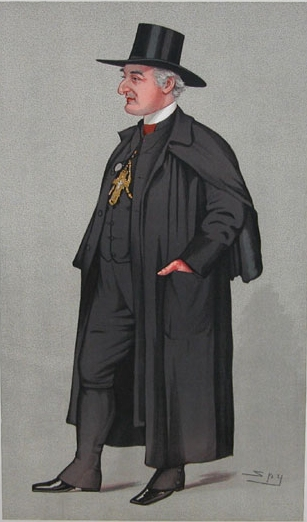
Caricatura publicada na revista Vanity Fair pouco antes de sua criação como cardeal, em 7 de janeiro de 1893.

Vaughan foi nomeado pelo Papa Pio IX como bispo de Salford em 27 de setembro de 1872,  sendo consagrado em 28 de outubro na Catedral São João Evangelista de Salford por Edward Manning, arcebispo de Westminster, coadjuvado por Thomas Joseph Brown, bispo de Newport e Menevia e por Robert Cornthwaite, bispo de Beverley.
Foi elevado a arcebispo metropolitano de Westminster em 8 de abril de 1892. Vaughan era um homem de tipo diferente de seu predecessor; ele não tinha a sutileza intelectual do ultramontano Manning ou seu ardor pela reforma social. No entanto, teve uma atitude mais aberta em relação à emancipação das mulheres, relatada dizendo: "Acredito que a extensão da abertura parlamentar às mulheres nas mesmas condições que é mantida pelos homens seria uma medida justa e benéfica, tendendo a aumentar bastante do que diminuir o curso da legislação nacional."
Foi criado cardeal pelo Papa Leão XIII, no Consistório de 16 de janeiro de 1893, recebendo o barrete vermelho e o título de cardeal-presbítero de Santos André e Gregório no Monte Celio em 19 de janeiro.
Morreu em 19 de junho de 1903, à meia-noite, após três meses de doença relacionada a doenças cardíacas e hidropisia, no St. Joseph's College, Mill Hill, Middlesex. Velado e enterrado na capela do Seminário de St. Joseph, Mill Hill. Em 14 de março de 2005, seus restos mortais foram reenterrados na Capela de São Tomás da Cantuária, conhecida como The Vaughan Chantry, na Catedral de Westminster, em Londres.